# Acácia-mimosa
, 
Acácia-mimosa (Acacia podalyriifolia) é uma árvore ornamental australiana cujo fruto em forma de vagem se forma entre os meses de setembro e outubro. Ela pode crescer até 6 m e também possui 4 m de diâmetro na sua copa arredondada cujas folhas prateadas são pequenas e semi-caducas. É muito conhecida pelas suas lindas flores amarelo-canário, que aparecem entre os meses de julho a setembro porque se adapta bem até em pequenos jardins. Embora seja uma planta magnífica, ela possui pouca resistência contra ventos e também é pouco longeva e de difícil transplante.